# Astragalus cemerinus
Astragalus cemerinus es una especie de planta del género Astragalus, de la familia de las leguminosas, orden Fabales.
Fue descrita científicamente por G. Beck.